# 利 (英國國會選區)

選區在大曼徹斯特郡的位置

利，英國國會一郡選區，位於大曼徹斯特郡威根都市自治市的南部。
該區設於1885年，早期支持自由黨，1992年起一直支持工黨。2010年大選中安迪·布爾納姆以51.3%選票勝出該區成功連任。